# Actinopus robustus
Espèce
Synonymes
- Pachyloscelis robustus O. Pickard-Cambridge, 1892

Actinopus robustus est une espèce d'araignées mygalomorphes de la famille des Actinopodidae.

## Distribution
Cette espèce est endémique du Panama. Elle se rencontre dans les provinces de Panamá et de Veraguas.

## Description
Le mâle décrit par Miglio, Pérez-Miles et Bonaldo en 2020 mesure 14,5 mm et la femelle 23,62 mm.
La femelle décrite par Sherwood, Ríos-Tamayo, Pett et Hinchcliffe en 2023 mesure 26,6 mm.

## Systématique et taxinomie
Cette espèce a été décrite sous le protonyme Pachyloscelis robustus par O. Pickard-Cambridge en 1892. Elle est placée dans le genre Actinopus par F. O. Pickard-Cambridge en 1896.

## Publication originale
- O. Pickard-Cambridge, 1892 : « Arachnida. Araneida. » Biologia Centrali-Americana, Zoology, London, vol. 1, p. 89-104 (texte intégral).